# Gaetano Tumiati
Gaetano Tumiati (6 de mayo de 1918 – 28 de octubre de 2012) fue un periodista, escritor y crítico literario italiano.

## Biografía
Nacido en Ferrara, Italia, era sobrino del actor Gualtiero Tumiati. Publicó su primer artículo cuando tenía 20 años en el periódico Oggi sobre Arrigo Benedetti y Mario Pannunzio.
Después de la Segunda Guerra Mundial, en la que fue hecho prisionero e internado en un campo de prisioneros en Hereford (Texas), Tumiati se dedicó por entero al periodismo. Fue corresponsal especial para el diario Avanti; más tarde para La Stampa. También fue editor de la revista llustrazione italiana y, finalmente, director adjunto de Panorama.
Fue autor de varias novelas y ensayos: su novela Il busto di gesso (El busto de yeso) ganó en 1976 el Premio Campiello.